# Scopula haemaleata
Scopula haemaleata là một loài bướm đêm trong họ Geometridae.